# Габі Каїро
Габріель Каїро Вальдівія (ісп. Gabriel Cairo, нар. 7 березня 1969, Сан-Мартін, Аргентина), більш відомий під іменем Габі Каїро — колишній професійний аргентинський гравець у роллеркей, переїхав у Каталонію, де здобув великого успіху у Барселоні.

## Біографія
Дебютувавши в Аргентині, він емігрував до Італії в 1987 році, де грав за клуб Сереньо.
У 1989 році він прибуває до Каталонії, зігравши перший і третій сезони з Ноя та Реус Депортіу.
У 1993 році він підписав контракт із Барселоною, з яким за одинадцять сезонів, виграв п'ять європейських кубків, п'ять європейських суперкубків, 8 іспанських ліг і 4 кубки короля.
У 1992 році з національною збірною Аргентини, він завоював звання чемпіона і два звання чемпіона світу (1995, 1999).
Після виходу на пенсію в кінці сезону 2003—2004 років, його призначили директором непрофесійних спортивних секцій Барселони.
У червні 2011 року Габі Каїро був призначений тренером Барселони. Він добровільно покинув клуб 5 березня 2013.

## Заслужені нагороди

### Національна збірна
- Золота медаль на літніх Олімпійських іграх в 1992 році.[2]
- Чемпіон світу в 1995 і 1999 роках.
- Віце-чемпіон світу в 1997 і 2001 роках.
- Володар Кубка Націй.
- Золота медаль на Всесвітніх іграх 1991 року.
- Срібна медаль на Всесвітніх іграх в 1993 році.

### Клуби

#### Ноя
- Володар Континентального кубка в 1989 році.

#### Реус Депортіу
- Кубок CERS фіналістів у 1991 році.

#### Барселона
- Чемпіон Іспанії ОК Ліги: 1996, 1998, 1999, 2000, 2001, 2002, 2003 і 2004.
- Володар Континентального кубка: 1997, 2000, 2001, 2002 і 2003.
- Володар Іберійського кубка: 2000, 2001 і 2002.
- Володар Міжконтинентального кубка: 1998, 2001.
- Володар Кубка Націй в 1995 році
- Чемпіон Іспанії: 2000, 2002, 2003.